# 亞歷山大·赫爾岑
亚历山大·伊万诺维奇·赫尔岑（羅馬化：Aleksandr Ivanovich Gertsen；1812年4月6日—1870年1月21日），俄国思想家、革命活动家。

## 生平
1812年出生在莫斯科一个贵族家庭，13岁时受到十二月党人起义的强烈影响，不久便立誓反抗沙皇专制暴政。1833年他從莫斯科大学毕业，正打算展开社会活动，突然遭到沙皇政府逮捕，后被流放。1840年回到莫斯科，不久又再度被流放。1847年他出国流亡，旅居法国、意大利等地，向俄国人民报道西欧的民主运动。1852年他来到国际流亡者集中的伦敦，创办“自由俄罗斯印刷所”，出版刊物《北极星》和《鐘聲》，通过地下渠道发往俄国。1870年病逝于巴黎。

## 作品
其主要作品有：《誰之過》、《往事与随想》等。他的作品影响了俄罗斯几代人的思想和生活。

## 评价
以賽亞·伯林極為欣賞赫爾岑，在《伯林談話錄》中他認為“赫爾岑是個真正的思想家，他也許是那些最早受浪漫主義理論影響的思想家之一”。
高爾基說赫爾岑一個人“就代表整整一個領域，就代表一個思想飽和到驚人地步的國度”。
1912年，在赫爾岑誕辰一百週年之際，列寧撰文《紀念赫爾岑》，高度評價這位思想家，稱他為革命家、“俄國”社會主義即“民粹主義”的創始人、舉起偉大的鬥爭旗幟來反對沙皇君主制度這個蟊賊的第一人。